# Anhydrid kyseliny methansulfonové
Anhydrid kyseliny methansulfonové (zkráceně Ms2O) je chemická sloučenina se vzorcem (CH3SO2)2O. Podobně jako methansulfonylchlorid může být použit na přípravu mesylátů (esterů kyseliny methansulfonové). Je anhydridem kyseliny methansulfonové. Je komerčně dostupný, ale dá se rovněž připravit reakcí oxidu fosforečného s kyselinou methansulfonovou při 80 °C:
P4O10 + 6 CH3SO3H → 3 (CH3SO2)2O + 4 H3PO4